# Polycentropus unicus
Polycentropus unicus är en nattsländeart som beskrevs av Li-Peng Hsu och Chin-Seng Chen 1996. Polycentropus unicus ingår i släktet Polycentropus och familjen fångstnätnattsländor. Inga underarter finns listade i Catalogue of Life.